# 中国人民解放军陆军第九综合训练基地
中国人民解放军陆军第九综合训练基地，机关位于河北省张家口市宣化区，隶属中国人民解放军中部战区陆军。

## 沿革
中国人民解放军陆军第九综合训练基地宣化营区的所在地，原是中国人民解放军炮兵指挥学院。2011年，根据中央军委有关文件，炮兵指挥学院迁址南京，在原炮兵指挥学院旧址利用其原有部分教育资源建立中国人民解放军总参谋部炮兵训练基地。2011年11月5日成立，隶属中国人民解放军总参谋部。这是全军第一个炮兵训练基地，担负培养炮兵专业学兵和基层训练骨干的任务。2016年，在深化国防和军队改革中，转隶中国人民解放军陆军，更名中国人民解放军陆军炮兵训练基地。
2017年，在深化国防和军队改革中，该基地与其他单位合并，调整组建中国人民解放军陆军第九综合训练基地，隶属中国人民解放军中部战区陆军，基地机关位于河北省张家口市宣化区，另设怀安营区（位于河北省张家口市怀安县）、北戴河营区（位于河北省秦皇岛市抚宁区）。

## 历任领导
中国人民解放军陆军炮兵训练基地
| 司令员 - 郭春生（2011年—？） 副司令员 | 政治委员 - 蔺承（2011年—？） 副政治委员 - 李杨（2011年—？） |

| 参谋长 | 政治工作部主任 （2016年前称政治部主任） - 潘磊（2011年—？） |

中国人民解放军陆军第九综合训练基地
| 主任 - [[]]（2017年—） | 政治委员 - [[]]（2017年—） |